# Ерукова кислота
Ерукова кислота — це мононенасичена Омега-9 жирна кислота, має позначення 22:1ω9. Структурна формула: СН3(СН2)7СН=СН(СН2)11СООН. Багато її міститься у насінні жовтушника, олія якого містить від 20 до 54 %, високий вміст ерукової кислоти у ріпаковій олії, і 42 % у гірчичній олії. Ерукова кислота також відома як цис-13-докозенова кислота, а її транс-ізомер називається бразидовою (бурсатиновою) кислотою.

## Використання
Ерукова кислота має багато видів застосування, як мінеральні оливи, але вона легше піддається біологічному розкладанню, ніж деякі інші. Має обмежену здатність до полімеризації і у підсушеному вигляді використовується у олійних фарбах. Як і інші жирні кислоти, її можна перетворювати на поверхнево-активні речовини або мастила, і може бути використана як вихідний продукт для  біодизельного пального.
Похідні продукти ерукової кислоти мають багато інших способів використання, наприклад бегеновий спирт (СН3(СН2)21OH), пригнічує температуру застигання (дозволяє рідинам зберігати текучість за більш низьких температур), і бегенат срібла, який використовується у фотографії.

## Джерела ерукової кислоти

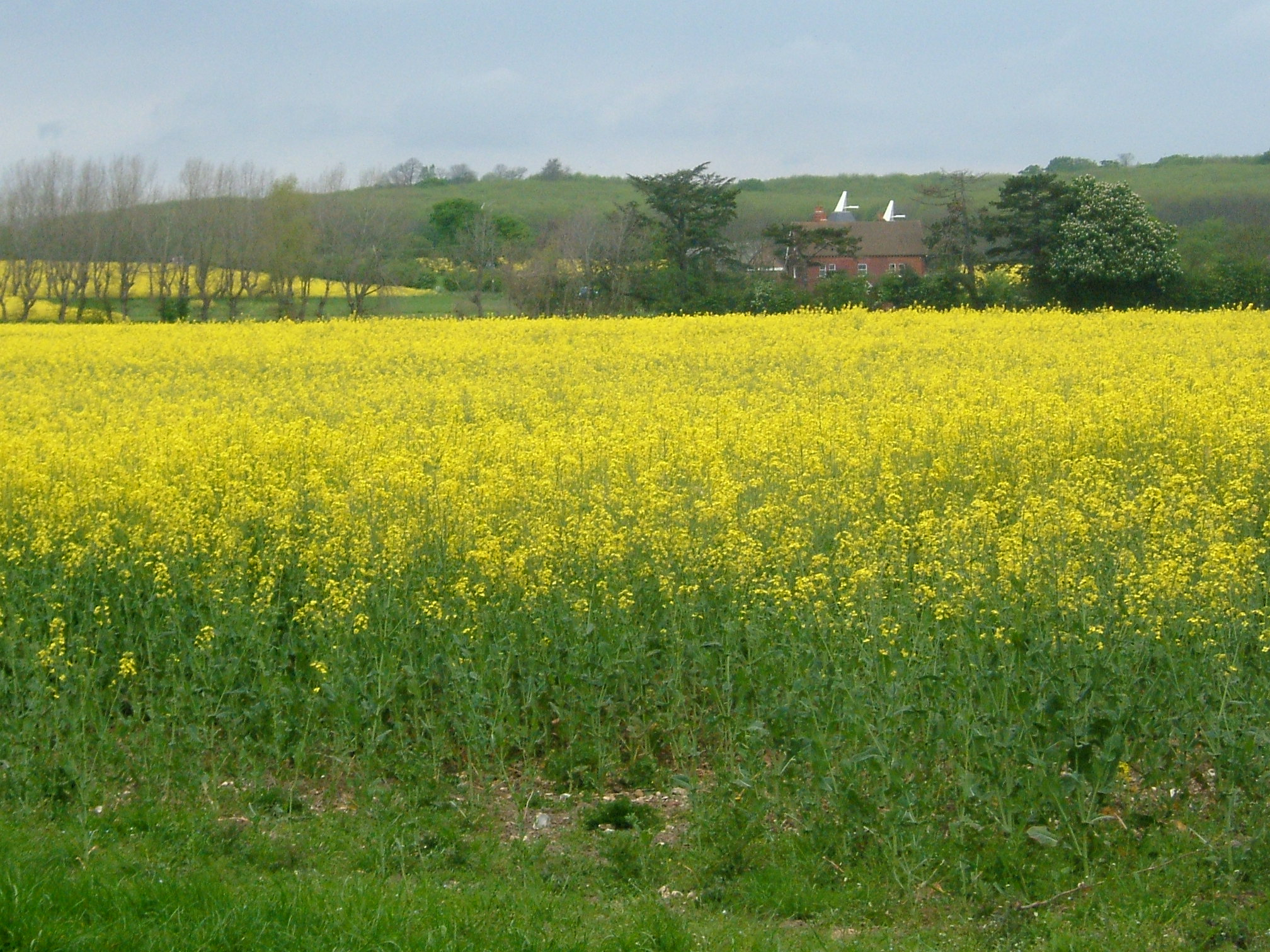
Ріпакова олія містить багато ерукової кислоти.